# Ореховец (община Брод)
Вижте пояснителната страница за други значения на Ореховец.
Ореховец, още Ореовец или Ореоец (изписване до 1945 година: Орѣховецъ; на македонска литературна норма: Ореовец), е село, в община Брод (Македонски Брод), Северна Македония.

## География
Селото е разположено в областта Долно Кичево на левия бряг на Треска (Голема) в подножието на планината Песяк.

## История
Църквата „Свети Никола“ е от 1595, а „Свети Архангел Гавриил“ е от 1628 година.
В XIX век Ореховец е село в Кичевска каза на Османската империя. В „Етнография на вилаетите Адрианопол, Монастир и Салоника“, издадена в Константинопол в 1878 година и отразяваща статистиката от 1873 Ореховец (Oréhovetz) е посочено като село с 15 домакинства с 65 жители българи.
Според статистиката на Васил Кънчов („Македония. Етнография и статистика“) от 1900 г. Орѣховецъ е населявано от 144 жители българи християни.
На Етнографската карта на Битолския вилает на Картографския институт в София от 1901 година Ореовец е чисто българско село в Кичевската каза на Битолския санджак с 20 къщи.
Цялото население на Ореховец е под върховенството на Българската екзархия. По данни на секретаря на екзархията Димитър Мишев („La Macédoine et sa Population Chrétienne“) в 1905 година в Оряховец има 128 българи екзархисти.
Статистика, изготвена от кичевския училищен инспектор Кръстю Димчев през лятото на 1909 година, дава следните данни за Ореховец:
| Домакинства | Гурбетчии | Грамотни | Грамотни | Грамотни | Неграмотни | Неграмотни | Неграмотни |
| Домакинства | Гурбетчии | мъже     | жени     | общо     | мъже       | жени       | общо       |
| ----------- | --------- | -------- | -------- | -------- | ---------- | ---------- | ---------- |
| 21          | 25        | 17       | 0        | 17       | 69         | 83         | 152        |

След Междусъюзническата война в 1913 година селото попада в Сърбия.
На етническата си карта на Северозападна Македония в 1929 година Афанасий Селишчев отбелязва Ореховец като българско село.
Според преброяването от 2002 година Ореховец има 155 жители.
| Националност | Всичко |
| македонци    | 26     |
| албанци      | 0      |
| турци        | 128    |
| роми         | 0      |
| власи        | 0      |
| сърби        | 0      |
| бошняци      | 0      |
| други        | 1      |

## Личности
Родени в Ореховец
- Йованче Стефанов, български революционер от ВМОРО, четник на Петър Георгиев[10]